# Rebréchien
Rebréchien é uma comuna francesa na região administrativa do Centro, no departamento Loiret. Estende-se por uma área de 19,33 km². Em 2010 a comuna tinha 1 332 habitantes (densidade: 68,9 hab./km²).